# Liste des bâtiments historiques d'Helsinki
Cette Liste des bâtiments historiques d'Helsinki est non exhaustive et répertorie les plus anciens bâtiments du centre d'Helsinki datant du milieu du XVIIIe siècle.
Sur l'île de Seurasaari on trouve des constructions plus anciennes ; mais elles ne sont pas à leur place d'origine. Le plus ancien bâtiment apporté d'ailleurs à Helsinki est la Vieille église de Karuna des années 1680 et le plus ancien bâtiment construit à Helsinki est la Maison Sederholm construite en 1757. Les bâtiments de cette liste seront pour la plupart dans les quartiers de Kaartinkaupunki, Kamppi, Katajanokka, Kluuvi, Kruununhaka, Punavuori, Ullanlinna et de Suomenlinna, et ont été construits avant 1890.

## Bâtiments d'origine

### Bâtiments civils
| Bâtiment                                                          | Image | Lieu                                                                                      | Construction         | Architecte                                                       | Notes        | Réf.    |
| ----------------------------------------------------------------- | ----- | ----------------------------------------------------------------------------------------- | -------------------- | ---------------------------------------------------------------- | ------------ | ------- |
| Église de Östersundom                                             |       | Östersundom, 60° 14′ 58,03″ N, 25° 11′ 15,61″ E                                           | 1754                 |                                                                  | [ note 1 ]   | ,       |
| Maison Sederholm                                                  |       | 18, rue Aleksanterinkatu / 5, rue Katariinankatu, 60° 10′ 08,3″ N, 24° 57′ 13,2″ E        | 1757                 | Samuel Berner                                                    | [ note 2 ]   | ,       |
| Maison de Paki                                                    |       | 2, rue Etupellontie                                                                       | XVIIIe siècle        |                                                                  | [ note 3 ]   | [ 4 ]   |
| Manoir de Herttoniemi                                             |       | Parc du manoir de Herttoniemi, 60° 11′ 24,57″ N, 25° 02′ 31,09″ E                         | années 1760          | Pehr Granstedt                                                   | [ note 4 ]   | ,       |
| Maison Bock                                                       |       | 20, rue Aleksanterinkatu 60° 10′ 08,2″ N, 24° 57′ 11″ E                                   | 1763                 | Carl Ludvig Engel                                                | [ note 5 ]   | [ 7 ]   |
| Maison Sunn                                                       |       | 8, rue Sofiankatu / 26, rue Aleksanterinkatu 60° 10′ 08,29″ N, 24° 57′ 06,58″ E           | 1763-1770            |                                                                  | [ note 6 ]   | [ 8 ]   |
| Maison Hellenius                                                  |       | 24, rue Aleksanterinkatu 60° 10′ 08,37″ N, 24° 57′ 08,09″ E                               | 1770                 |                                                                  | [ note 7 ]   | [ 9 ]   |
| Maison Kiseleff                                                   |       | 27, rue Unioninkatu / 28, rue Aleksanterinkatu 60° 10′ 08″ N, 24° 57′ 04,5″ E             | 1778                 | divers dont Carl Ludvig Engel                                    | [ note 8 ]   | [ 10 ]  |
| Habitation du directeur des travaux miniers                       |       | Koirasaarentie                                                                            | années 1780          |                                                                  |              | [ b 1 ] |
| Grange Fallback                                                   |       | Itäväylä - Kallvikintie                                                                   | années 1790          |                                                                  | [ note 9 ]   | [ b 2 ] |
| Manoir de Tuomarinkylä                                            |       | Tuomarinkylä, 60° 15′ 18,66″ N, 24° 58′ 13,21″ E                                          | années 1790          |                                                                  | .            | [ 11 ]  |
| Manoir de Malmi                                                   |       | Malminkartano, 60° 14′ 57,71″ N, 24° 52′ 08,29″ E                                         | 1790                 |                                                                  |              | [ 12 ]  |
| Villa rouge                                                       |       | Lauttasaari, 60° 09′ 34,51″ N, 24° 52′ 45,06″ E                                           | 1792                 |                                                                  | [ note 11 ]  | [ 13 ]  |
| Chambre de l'huissier                                             |       | Parc du manoir de Herttoniemi                                                             | XVIIIe siècle        |                                                                  | [ note 12 ]  | [ 14 ]  |
| Manoir de Tali                                                    |       | Tali, 60° 12′ 43,34″ N, 24° 51′ 34,82″ E                                                  | années 1820          |                                                                  | [ note 13 ]  | [ 15 ]  |
| Grenier du Manoir de Tali                                         |       | Tali                                                                                      | années 1790          |                                                                  | [ note 14 ]  | [ 16 ]  |
| Grenier du Manoir de Viikki                                       |       | Viikki                                                                                    | XVIIIe siècle        |                                                                  |              | [ 17 ]  |
| Bâtiment d’habitation du Manoir de Viikki                         |       | Viikki                                                                                    | XVIIIe siècle        |                                                                  | [ note 15 ]  | [ 17 ]  |
| Bâtiment principal de la ferme Fallbacka                          |       | Itäväylä - Kallvikintie                                                                   | années 1800          |                                                                  |              | [ b 3 ] |
| Manoir de Degerö                                                  |       | 60° 10′ 23,4″ N, 25° 03′ 28,8″ E                                                          | XIXe siècle          |                                                                  | [ note 16 ]  | [ 18 ]  |
| Manoir de Meilahti                                                |       | Meilahti, 60° 11′ 30,2″ N, 24° 53′ 02,25″ E                                               | XIXe siècle (début)  |                                                                  | [ note 17 ]  | [ 19 ]  |
| Manoir de Puotila                                                 |       | Puotila, 60° 12′ 43″ N, 25° 06′ 26″ E                                                     | XIXe siècle (début)  |                                                                  | [ note 18 ]  | [ 20 ]  |
| Manoir de Rastila                                                 |       | Vartiokylänlahti 60° 12′ 30,46″ N, 25° 07′ 12,01″ E                                       | XIXe siècle (début)  |                                                                  |              | [ 21 ]  |
| Manoir de Stansvik                                                |       | Laajasalo, 60° 09′ 49″ N, 25° 01′ 49″ E                                                   | 1803-1804            |                                                                  | [ note 19 ]  | [ 22 ]  |
| Restaurant Savu                                                   |       | Tervasaari, 60° 10′ 25,22″ N, 24° 58′ 07,07″ E                                            | 1805                 |                                                                  | [ note 20 ]  | [ 23 ]  |
| Manoir de Kulosaari                                               |       | Kivinokka 60° 11′ 35″ N, 25° 00′ 52″ E                                                    | années 1810          | Carl Ludvig Engel                                                | [ note 21 ]  | [ 24 ]  |
| 3, rue Katariinankatu                                             |       | 3, rue Katariinankatu 60° 10′ 07,14″ N, 24° 57′ 13,54″ E                                  | années 1810          |                                                                  | [ note 22 ]  | [ c 1 ] |
| Maison Balder                                                     |       | 12, rue Aleksanterinkatu 60° 10′ 08,39″ N, 24° 57′ 17,3″ E                                | 1813-1814            | Pehr Granstedt                                                   | [ note 23 ]  | ,       |
| Maison Remander                                                   |       | 16, rue Aleksanterinkatu 60° 10′ 08,43″ N, 24° 57′ 14,89″ E                               | 1814                 |                                                                  | [ note 24 ]  | ,       |
| Maison Govinius                                                   |       | Kruununhaka 9, Pohjoisesplanadi 60° 10′ 05,14″ N, 24° 57′ 13,84″ E                        | 1815-1819            | Pehr Granstedt                                                   | [ note 25 ]  | ,       |
| Manoir de Munkkiniemi                                             |       | Munkkiniemi 1, rue Kartanontie 60° 11′ 39,61″ N, 24° 52′ 52,36″ E                         | 1815                 |                                                                  | [ note 26 ]  | [ 28 ]  |
| Galerie de Kluuvi                                                 |       | Kluuvi 28, rue Unioninkatu 60° 10′ 06,1″ N, 24° 57′ 03,03″ E                              | 1816                 |                                                                  |              | [ 29 ]  |
| Cour suprême de Finlande                                          |       | Kruununhaka 3, Pohjoisesplanadi 60° 10′ 05,22″ N, 24° 57′ 19,91″ E                        | 1816                 | Pehr Granstedt                                                   | [ note 27 ]  | [ 30 ]  |
| Maison Uschakoff                                                  |       | Kruununhaka 19, Pohjoisesplanadi 60° 10′ 04,85″ N, 24° 57′ 02,68″ E                       | 1816                 | Pehr Granstedt                                                   | [ note 28 ]  | [ 31 ]  |
| Maison Fennia-Patria                                              |       | Kruununhaka 25, rue Unioninkatu 60° 10′ 06,39″ N, 24° 57′ 04,57″ E                        | 1817-1818            |                                                                  |              | [ 8 ]   |
| Maison Lampa                                                      |       | Kruununhaka 5,Pohjoisesplanadi 60° 10′ 05,29″ N, 24° 57′ 17,78″ E                         | 1814-1817            | Pehr Granstedt                                                   | [ note 29 ]  | ,       |
| Maison du Commandant des pompiers                                 |       | Kruununhaka 12, rue Kristianinkatu 60° 10′ 31,8″ N, 24° 57′ 22,52″ E                      | 1818                 | Kristina Wörtin                                                  | [ note 30 ]  | [ 33 ]  |
| Immeuble Cavonius                                                 |       | 21, Pohjoisesplanadi Kluuvi 60° 10′ 04,76″ N, 24° 57′ 00,79″ E                            | 1820                 | Carl Ludvig Engel                                                |              | [ 34 ]  |
| Nouveau bâtiment des douanes maritimes                            |       | Kruununhaka 4, Meritullintori /1, rue Aleksanterinkatu 60° 10′ 09,87″ N, 24° 57′ 28,91″ E | 1820                 | Carl Albert Edelfelt                                             |              | [ 35 ]  |
| Palais du Conseil d'État                                          |       | Snellmaninkatu 1-3 60° 10′ 10″ N, 24° 57′ 16″ E                                           | 1822                 | Carl Ludvig Engel                                                | [ note 31 ]  | ,       |
| Bâtiment principal du Ministère finlandais de la défense          |       | 10, rue Eteläinen Makasiinikatu 60° 09′ 52,6″ N, 24° 56′ 55″ E                            | 1822                 | Carl Ludvig Engel                                                | [ note 32 ]  | ,       |
| Smolna                                                            |       | Kruununhaka 6, Eteläesplanadi 60° 10′ 01,5″ N, 24° 56′ 59,5″ E                            | 1820-1822            | Carl Ludvig Engel                                                | [ note 33 ]  | [ 39 ]  |
| Maison Brummer                                                    |       | 14, rue Aleksanterinkatu 60° 10′ 08,4″ N, 24° 57′ 15,6″ E                                 | 1823                 | Jean Wik                                                         | [ note 34 ]  | ,       |
| 40, Bulevardi                                                     |       | 40, Bulevardi                                                                             | 1823                 |                                                                  | [ note 35 ]  | [ 41 ]  |
| Vieille église d'Helsinki                                         |       | 6, rue Lönnrotinkatu 60° 09′ 59″ N, 24° 56′ 21″ E                                         | 1826                 | Carl Ludvig Engel                                                | [ note 36 ]  | [ 42 ]  |
| Église de la Sainte-Trinité                                       |       | 31, rue Unioninkatu 60° 10′ 16,1″ N, 24° 57′ 04″ E                                        | 1826                 | Carl Ludvig Engel et Jegor Uschakoff                             | [ note 37 ]  | ,       |
| Restaurant de Kaisaniemi                                          |       | Kluuvi 6, rue Kaisaniementie                                                              | 1827                 | Carl Ludvig Engel                                                | [ note 38 ]  | ,       |
| Tombeau de Johann Sederholm                                       |       | Parc de la Vieille église d'Helsinki 60° 10′ 00,45″ N, 24° 56′ 24,52″ E                   | 1828                 | Carl Ludvig Engel                                                | [ note 39 ]  | ,       |
| Topelia                                                           |       | 38, rue Unioninkatu 60° 10′ 17″ N, 24° 56′ 59″ E                                          | 1821-1830            | Carl Ludvig Engel                                                | [ note 40 ]  | ,       |
| Maison Brofeldt                                                   |       | Kruununhaka 15, Pohjoisesplanadi/ 2, rue Sofiankatu 60° 10′ 04,99″ N, 24° 57′ 07,18″ E    | 1830                 | Carl Ludvig Engel                                                | [ note 41 ]  | ,       |
| Palais présidentiel                                               |       | Kruununhaka 1, Pohjoisesplanadi 2, rue Mariankatu 60° 10′ 06″ N, 24° 57′ 22,5″ E          | 1820                 | Pehr Granstedt                                                   | [ note 42 ]  |         |
| Ancien bâtiment des douanes maritimes                             |       | 3, rue Mariankatu /1, rue Aleksanterinkatu 60° 10′ 09,6″ N, 24° 57′ 26,28″ E              | 1765                 |                                                                  | [ note 43 ]  | [ 51 ]  |
| Académie finlandaise des sciences                                 |       | Kruununhaka 5, Rue Mariankatu 60° 10′ 11″ N, 24° 57′ 25,08″ E                             | 1841                 | Jean Wik, Theodor Decker                                         |              | ,       |
| Mariankatu 7                                                      |       | Kruununhaka 7, rue Mariankatu                                                             | 1861                 | Georg Theodor Policron Chiewitz                                  |              | ,       |
| 16, Eteläranta                                                    |       | Kaartinkaupunki 16, Eteläranta 60° 09′ 59,63″ N, 24° 57′ 07,61″ E                         | 1830                 | Carl Ludvig Engel                                                |              | [ 55 ]  |
| Manoir de Viikki                                                  |       | Latokartano à proximité du Parc scientifique de Viikki                                    | 1832                 |                                                                  | [ note 44 ]  | ,       |
| Villa Anneberg                                                    |       | Vanhakaupunki                                                                             | 1832                 |                                                                  | [ note 45 ]  | ,       |
| Orangerie de la villa d’Annala                                    |       | Vanhakaupunki                                                                             | 1844                 |                                                                  |              | [ 59 ]  |
| Maison du jardinier                                               |       | Vanhakaupunki                                                                             | 1840, 1920           | K. J. Alhskog                                                    | [ note 46 ]  | [ 60 ]  |
| Bâtiment principal de l’Université d’Helsinki                     |       | 34, rue Unioninkatu 60° 10′ 10″ N, 24° 57′ 00″ E                                          | 1832                 | Carl Ludvig Engel                                                | [ note 47 ]  | [ 61 ]  |
| Ancien observatoire de l'université d'Helsinki                    |       | Ullanlinna Kopernikuksentie 1 60° 09′ 42,91″ N, 24° 57′ 05,97″ E                          | 1832                 | Carl Ludvig Engel                                                | [ note 48 ]  | [ c 3 ] |
| Ancien bâtiment d’usine Sinebrychoff                              |       | Punavuori Hietalahdenranta 9a                                                             | 1832                 | Anton Wilhelm Arppe                                              |              | [ 62 ]  |
| Salle d'accouchement                                              |       | 14, rue Snellmaninkatu                                                                    | 1833                 | Carl Ludvig Engel                                                | [ note 49 ]  | ,       |
| Faculté des sciences sociales de l'Université d'Helsinki          |       | Kruununhaka Unioninkatu 37                                                                | 1833                 | Carl Ludvig Engel                                                | [ note 50 ]  | ,       |
| Unioninkatu 44                                                    |       | Kluuvi 44, rue Unioninkatu                                                                | 1833                 | Gustaf Nyström                                                   | [ note 51 ]  | ,       |
| Mairie d’Helsinki                                                 |       | Kruununhaka 11-13, Pohjoisesplanadi 60° 10′ 05″ N, 24° 57′ 10″ E                          | 1833                 | Carl Ludvig Engel                                                | [ note 52 ]  | ,       |
| Manoir de Lauttasaari                                             |       | Lauttasaari 60° 09′ 32,7″ N, 24° 52′ 44,6″ E                                              | 1837                 | probablement par le cabinet de Carl Ludvig Engel                 | [ note 53 ]  | [ 70 ]  |
| Ancienne prison régionale d’Helsinki et son église                |       | Vyökatu 1 - 3                                                                             | 1837                 | Anders Fredrik Granstedt                                         | [ note 54 ]  | ,       |
| Restaurant Kaivohuone                                             |       | Kaivopuisto Iso Puistotie 1                                                               | 1838                 | Carl Ludvig Engel                                                |              | [ 41 ]  |
| Ambassade de Suède à Helsinki                                     |       | Kruununhaka 7, Pohjoisesplanadi 60° 10′ 05,2″ N, 24° 57′ 15,5″ E                          | 1839                 | Anders Fredrik Granstedt                                         | [ note 55 ]  | ,.      |
| Bâtiment principal de la ferme de Nissas                          |       | Nissaksentie                                                                              | 1840                 |                                                                  | [ note 56 ]  | [ b 4 ] |
| Bibliothèque nationale de Finlande                                |       | Unioninkatu 36 60° 10′ 13,27″ N, 24° 57′ 01,37″ E                                         | 1840                 | Carl Ludvig Engel Gustaf Nyström                                 | [ note 57 ]  | [ 73 ]  |
| Villa Kleineh                                                     |       | Kaivopuisto Itäinen Puistotie 7                                                           | 1840                 | Carl Albert Edelfelt                                             |              | [ 74 ]  |
| Grenier de Munkkiniemi                                            |       | Munkkiniemi Solnantie 7                                                                   | 1840                 |                                                                  | [ note 58 ]  | [ 75 ]  |
| Manoir de Kumpula                                                 |       | Kumpula 60° 12′ 07″ N, 24° 57′ 26″ E                                                      | 1841                 |                                                                  | [ note 59 ]  | [ 76 ]  |
| Hôpital de Lapinlahti                                             |       | Lapinlahti 60° 10′ 04″ N, 24° 54′ 46″ E                                                   | 1841                 | Carl Ludvig Engel                                                | [ note 60 ]  | [ 77 ]  |
| Musée Sinebrychoff                                                |       | Bulevardi 40 60° 09′ 45″ N, 24° 55′ 57″ E                                                 | 1842                 | Nikolai Sinebrychoff                                             |              | [ 78 ]  |
| Corps de garde principal d’Helsinki                               |       | Päävartiontori                                                                            | 1843                 | Carl Ludvig Engel                                                | [ note 61 ]  | [ 79 ]  |
| Villa de Hakasalmi                                                |       | Etu-Töölö 13, Mannerheimintie 60° 10′ 28,8″ N, 24° 56′ 02,4″ E                            | 1843                 | Ernst Bernhard Lohrmann                                          | [ note 62 ]  | [ 80 ]  |
| Bâtiment d’habitation du Jardin botanique                         |       | Unioninkatu 44                                                                            | 1843                 | Jean Wik                                                         | [ note 63 ]  | [ 41 ]  |
| Kalliolinna                                                       |       | Kalliolinnantie 12                                                                        | 1843                 | Ernst Bernhard Lohrmann                                          | [ note 64 ]  | [ c 3 ] |
| Maison Mäyrälä                                                    |       | Kruununhaka Snellmaninkatu 7 / Kirkkokatu 14                                              | 1842–1844            | Abraham Möller                                                   | [ note 65 ]  | ,       |
| Maison Pihlflyckt-Willebrandt                                     |       | Hallituskatu 3                                                                            | 1843–1844            | possiblement Jean Wik                                            | [ note 66 ]  | ,       |
| Pohjoisranta 18                                                   |       | Kruununhaka Pohjoisranta 18 / Maneesikatu 2b                                              | 1845                 | Albert Mellin                                                    |              |         |
| Fabianinkatu 35                                                   |       | 35, rue Fabianinkatu                                                                      | 1846                 | Ernst Bernhard Lohrmann                                          | [ note 67 ]  | [ c 3 ] |
| Domus Litonii                                                     |       | 50, rue Aleksanterinkatu                                                                  | 1847                 | John Litonius Gustaf Paulus Leander                              | [ note 68 ]  | ,       |
| Nouvelle clinique actuellement Institut Aleksanteri               |       | Unioninkatu 33                                                                            | 1848                 | Ernst Bernhard Lohrmann                                          | [ note 69 ]  | ,       |
| Manoir Borgs                                                      |       | Linnanherrantie                                                                           | XIXe siècle (milieu) |                                                                  | [ note 70 ]  | ,       |
| Maison des domestiques du Manoir Stansvik                         |       | Stansvikintie                                                                             | 1840                 | prob. Fabian Casimir Roswall                                     | [ note 71 ]  | [ 90 ]  |
| Cathédrale luthérienne d'Helsinki                                 |       | Unioninkatu 29 / Hallituskatu 7 60° 10′ 13″ N, 24° 57′ 08″ E                              | 1852                 | Carl Ludvig Engel                                                |              | [ 91 ]  |
| Autorité finlandaise de surveillance financière                   |       | Kruununhaka Snellmaninkatu 6                                                              | 1853                 | Ernst Bernhard Lohrmann                                          | [ note 72 ]  | [ 92 ]  |
| Tour Koff                                                         |       | Punavuori Parc Sinebrychoff                                                               | 1854                 |                                                                  | [ note 73 ]  | ,       |
| Chapelle de Puotila (fi)                                          |       | Puotila, 60° 12′ 43″ N, 25° 06′ 26″ E                                                     | 1859                 |                                                                  | [ note 74 ]  | ,       |
| Kalevankatu 34                                                    |       | Kamppi 34, rue Kalevankatu / 31, rue Albertinkatu 60° 09′ 54,74″ N, 24° 55′ 56,52″ E      | 1860                 | K. J. Grönstrand                                                 |              | ,       |
| Cathédrale Saint-Henri d'Helsinki                                 |       | Ullanlinna Pyhän Henrikin Aukio 1 60° 09′ 33,2″ N, 24° 57′ 15″ E                          | 1860                 | Ernst Bernhard Lohrmann                                          | [ note 75 ]  | [ 99 ]  |
| Manoir de Villinki                                                |       | Villinki                                                                                  | années 1860          |                                                                  | [ note 76 ]  | [ 100 ] |
| Korkeavuorenkatu 25                                               |       | Kaartinkaupunki 25, rue Korkeavuorenkatu / 5, rue Ullanlinnankatu                         | 1861                 | Ulrik Grönstrand                                                 |              | [ 101 ] |
| Église allemande d’Helsinki                                       |       | Kaartinkaupunki 1, rue Unioninkatu 60° 09′ 48″ N, 24° 57′ 06,6″ E                         | 1864                 | Harald Bosse et Carl Johan von Heideken                          |              | [ 102 ] |
| Maison de la noblesse de Finlande                                 |       | Kruununhaka Hallituskatu 2                                                                | 1862                 | Georg Theodor Policron Chiewitz                                  | [ note 77 ]  | ,       |
| Bâtiment de la Monnaie de Finlande                                |       | Katajanokka Kanavakatu 4 / Katajanokanlaituri 3                                           | 1864                 | Ernst Bernhard Lohrmann                                          | [ note 78 ]  | ,       |
| Uudenmaankatu 38                                                  |       | Punavuori 38, rue Uudenmaankatu 60° 09′ 46,71″ N, 24° 56′ 12,24″ E                        | 1865                 |                                                                  | [ note 79 ]  | ,       |
| Théâtre suédois                                                   |       | 2, Pohjoisesplanadi 60° 10′ 02″ N, 24° 56′ 36″ E                                          | 1866                 | Carl Ludvig Engel                                                | [ note 80 ]  | ,       |
| Chapelle de l'esplanade                                           |       | Parc de l’esplanade,                                                                      | 1867                 | Axel Hampus Dalström                                             | [ note 81 ]  |         |
| Cathédrale Ouspenski                                              |       | Katajanokka 60° 10′ 06″ N, 24° 57′ 36″ E                                                  | 1868                 | Aleksei M. Gornostajev                                           | [ note 82 ]  | [ 109 ] |
| Arppeanum                                                         |       | Place du Sénat Snellmaninkatu 3-5                                                         | 1866–1869            | Carl Albert Edelfelt                                             | [ note 83 ]  | ,       |
| Itäinen puistotie 8                                               |       |                                                                                           | 1869 1922            | Jarl Eklund                                                      | [ note 84 ]  | [ 41 ]  |
| Pursimiehenkatu 21                                                |       | Punavuori                                                                                 | 1869                 |                                                                  |              | [ 111 ] |
| Satamakatu 9                                                      |       | Katajanokka Satamakatu 9                                                                  | 1869                 | August Boman                                                     | [ note 85 ]  | [ c 3 ] |
| Villa Wuorio                                                      |       | Vuorilahdenniemi                                                                          | années 1860          |                                                                  | [ note 86 ]  | [ 112 ] |
| Mannerheimintie 6                                                 |       | Mannerheimintie 6 Kamppi                                                                  | 1870                 | Frans Anatolius Sjöström                                         |              | [ 113 ] |
| Ancienne maison des étudiants d’Helsinki                          |       | 23, rue Aleksanterinkatu / 3, rue Mannerheimintie 60° 10′ 08,5″ N, 24° 56′ 26″ E          | 1870                 | Axel Hampus Dalström                                             | [ note 87 ]  | [ 114 ] |
| Cabane du Garde Forestier                                         |       | ligne 6                                                                                   | années 1870          |                                                                  | [ note 88 ]  | [ 115 ] |
| L’ancienne usine de tabac Borgström                               |       | 2, rue Pohjoisranta Kruununhaka                                                           |                      |                                                                  | [ note 89 ]  | [ c 3 ] |
| Villa Paulig                                                      |       | Parc Sibelius Taka-Töölö                                                                  | 1873                 | Frans Anatolius Sjöström                                         | [ note 90 ]  | ,       |
| Ancienne chapelle du Cimetière de Hietaniemi                      |       | Cimetière de Hietaniemi                                                                   | 1873                 | Theodor Höijer                                                   |              | [ 118 ] |
| Asunto Oy Riddarborg                                              |       | Kruununhaka 7 rue Ritarikatu -9 rue Kirkkokatu                                            | 1873                 | Theodor Höijer                                                   |              | ,       |
| Kesäranta                                                         |       | Kesärannantie 60° 11′ 05″ N, 24° 54′ 22″ E                                                | 1873                 | Frans Ludvig Calonius                                            | [ note 91 ]  | [ 120 ] |
| Musée Mannerheim                                                  |       | Kalliolinnantie 60° 09′ 32″ N, 24° 57′ 37″ E                                              | 1874                 | August Boman                                                     | [ note 92 ]  | [ 121 ] |
| Café Piper                                                        |       | Suomenlinna B 56                                                                          | 1874                 |                                                                  | .            | [ a 1 ] |
| Meritullinkatu 6                                                  |       | Kruununhaka Meritullinkatu 6                                                              | 1874                 | Ludvig Isak Lindqvist                                            |              | [ 122 ] |
| Villa Schauman                                                    |       | Laajasalo Koirasaarentie 23                                                               | 1874                 |                                                                  | [ note 93 ]  | [ 123 ] |
| Eerikinkatu 4                                                     |       |                                                                                           | 1875                 |                                                                  |              | [ 41 ]  |
| Villa Decker                                                      |       | Tullisaari                                                                                | 1876                 | Theodor Decker                                                   | [ note 94 ]  | [ 124 ] |
| Puistokatu 2                                                      |       |                                                                                           | 1876                 | Hugo Neuman                                                      | [ note 95 ]  | [ 41 ]  |
| Théâtre Aleksander                                                |       | Kamppi Bulevardi 23 - Albertinkatu 32 60° 09′ 48″ N, 24° 55′ 59″ E                        | 1876                 | Petr Petrovitch Benard                                           | [ note 96 ]  | ,       |
| Villa Aino Ackté                                                  |       | Tullisaari                                                                                | 1877                 | Theodor Decker                                                   | [ note 97 ]  | [ 127 ] |
| Kalevankatu 18                                                    |       | Kamppi 60° 09′ 59,13″ N, 24° 56′ 08,84″ E                                                 | 1877                 | Florentin Granholm                                               |              | [ 128 ] |
| Mariankatu 11                                                     |       | Kruununhaka Mariankatu 11 60° 10′ 14,17″ N, 24° 57′ 24,93″ E                              | 1877                 | Axel Hampus Dalström                                             | [ note 98 ]  | ,       |
| Manège de la Garde                                                |       | Kasarmikatu 15 60° 09′ 46,41″ N, 24° 56′ 55,34″ E                                         | 1877                 | Axel Hampus Dalström                                             |              | ,       |
| Ancienne École polytechnique                                      |       | Hietalahdentori Abrahaminkatu 1-5 60° 09′ 47,19″ N, 24° 55′ 52,66″ E                      | 1877                 | Frans Anatolius Sjöström                                         |              | .       |
| Lycée normal d'Helsinki                                           |       | Ullanlinna Ratakatu 2 60° 09′ 47,12″ N, 24° 56′ 40,63″ E                                  | 1878                 | Frans Anatolius Sjöström                                         |              | [ 133 ] |
| École supérieure sociale et communale suédoise                    |       | Kruununhaka Snellmanninkatu 12 60° 10′ 21,78″ N, 24° 57′ 08,28″ E                         | 1878                 | J.E. Söderlund                                                   |              | [ 134 ] |
| Manoir de Östersundom                                             |       | Östersundom 60° 15′ 31″ N, 25° 11′ 35″ E                                                  | 1878                 | -                                                                | [ note 99 ]  | [ 135 ] |
| Rahapajankatu 3                                                   |       | Katajanokka Rahapajankatu 3                                                               | 1879                 | Evert Lagerspetz J. Ahrenberg S. Schjerfbäck Alfred Rosenbröijer |              | [ c 3 ] |
| Maisons en bois de Kalevankatu                                    |       | Kalevankatu 39-43 60° 09′ 53,84″ N, 24° 55′ 50,73″ E                                      | XIXe siècle          |                                                                  | [ note 100 ] | [ 136 ] |
| Magasin à malt Sinebrychoff                                       |       | Punavuori Bulevardi 46 60° 09′ 43,52″ N, 24° 55′ 52,27″ E                                 | 1880                 | Sebastian Gripenberg                                             | [ note 101 ] | ,       |
| Kanavaranta 5–7                                                   |       | Katajanokka Kanavaranta 5–7                                                               | 1880                 |                                                                  | [ note 102 ] | [ 139 ] |
| Kasarmikatu 28                                                    |       | Kaartinkaupunki 28, Rue Kasarmikatu / 2 rue Pieni Roobertinkatu                           | 1880                 | Theodor Höijer                                                   |              | [ 140 ] |
| Hôpital chirurgical d'Helsinki                                    |       | Ullanlinna Kasarmikatu 13                                                                 | 1880                 | Frans Anatolius Sjöström                                         | [ note 103 ] | [ 141 ] |
| Ferme de Niskala                                                  |       | Kuninkaantammentie                                                                        | 1880                 |                                                                  | [ note 104 ] | [ 142 ] |
| Lycée Ressu                                                       |       | Kalevankatu 8-10/Lönnrotinpuistikko 1–3                                                   | 1880                 | Sebastian Gripenberg                                             | [ note 105 ] | ,       |
| Lycée normal suédois                                              |       | Unioninkatu 2                                                                             | 1880                 | Axel Hampus Dalström                                             | [ note 106 ] | [ c 3 ] |
| Rahapajankatu 1                                                   |       | Katajanokka Rahapajankatu 1 / Pormestarinrinne 1                                          | 1880                 | Konstantin Kiseleff                                              | [ note 107 ] | ,       |
| Eerikinkatu 5                                                     |       | Kamppi Eerikinkatu 5 - Annankatu 28                                                       | 1881                 | Konstantin Kiseleff Elia Heikel                                  |              | [ 146 ] |
| Fredrikinkatu 45                                                  |       | Kamppi                                                                                    | 1865                 |                                                                  |              | ,       |
| Puistokatu 4                                                      |       |                                                                                           | 1881                 | C.H. Nummelin                                                    | [ note 108 ] | [ 41 ]  |
| Villas de Ruoholahti                                              |       | Kamppi Lastenkodinkatu 2-10 60° 09′ 56,53″ N, 24° 55′ 31,99″ E                            | 1881                 | Konstantin Kiseleff                                              | [ note 109 ] | ,       |
| Bibliothèque de la rue Rikhardinkatu                              |       | Kaartinkaupunki Rikhardinkatu 3, 60° 09′ 58,4″ N, 24° 56′ 46″ E                           | 1881                 | Theodor Höijer                                                   | [ note 110 ] | [ 151 ] |
| Bâtiment complémentaire de la caserne de la Garde finlandaise     |       | Kaartinkaupunki Kasarmikatu 17 Kaartinkuja 1                                              | 1881                 |                                                                  |              | [ 152 ] |
| Maison Bäck                                                       |       | Kruununhaka Pohjoisranta 6                                                                | 1882                 | Theodor Höijer                                                   | [ note 111 ] | [ 153 ] |
| Galerie Cygnaeus                                                  |       | Kaivopuisto Kalliolinnantie                                                               | 1882                 | Johan Wilhelm Friedrich Mieritz                                  | [ note 112 ] | [ 154 ] |
| Kalevankatu 48                                                    |       | Kalevankatu 48 Hietalahdenkatu 1                                                          | 1882                 | Evert Lagerspetz                                                 | [ note 113 ] | ,       |
| Korkeavuorenkatu 1                                                |       | Ullanlinna Korkeavuorenkatu 1 – Vuorimiehenkatu 25                                        | 1882                 | H.E. Saurén                                                      |              | .       |
| Makrilli                                                          |       | Kruununhaka Liisankatu 8                                                                  | 1882                 | Evert Lagerspetz                                                 |              | ,       |
| Lönnrotinkatu 22                                                  |       | Kamppi Lönnrotinkatu 22                                                                   | 1882                 | A.A. Siren, M. Stigell                                           |              | [ 159 ] |
| Maneesikatu 7                                                     |       | Kruununhaka Maneesikatu 7                                                                 | 1882                 | Evert Lagerspetz                                                 |              | [ 160 ] |
| Mariankatu 23                                                     |       | Kruununhaka Mariankatu 23                                                                 | 1882                 | Evert Lagerspetz                                                 | [ note 114 ] | ,       |
| Musée de la guerre                                                |       | Kruununhaka Maurinkatu 1 60° 10′ 30″ N, 24° 57′ 36″ E                                     | 1882                 | Evert Lagerspetz                                                 |              | ,       |
| Erottajankatu 4                                                   |       | Kamppi 60° 09′ 57,99″ N, 24° 56′ 35,84″ E                                                 | 1883                 | Frans Anatolius Sjöström                                         |              | [ 165 ] |
| Maison Grönqvist                                                  |       | Kluuvi 25-27, Pohjoisesplanadi 60° 10′ 04,7″ N, 24° 56′ 56,7″ E                           | 1883                 | Theodor Höijer                                                   | [ note 115 ] | [ 166 ] |
| Kalliolinnantie 7                                                 |       |                                                                                           | 1883                 | Theodor Decker                                                   | [ note 116 ] | [ 41 ]  |
| Villa Hällebo                                                     |       | Pihlajasaaret                                                                             | 1883                 | Frans Anatolius Sjöström                                         | [ note 117 ] | [ 167 ] |
| Kalevankatu 48                                                    |       | Kamppi 60° 09′ 49,84″ N, 24° 55′ 42,5″ E                                                  | 1884                 | Evert Lagerspetz                                                 |              | ,       |
| Kasarmikatu 11-13                                                 |       | Kaartinkaupunki                                                                           | 1884                 | Ludvig Isak Lindqvist                                            | [ note 118 ] | [ 41 ]  |
| Kulmakatu 3a                                                      |       | Kruununhaka 60° 10′ 29,48″ N, 24° 57′ 26,22″ E                                            | 1884                 | K.Th. Nyberg                                                     |              | [ 170 ] |
| Villa Furuvik                                                     |       | Furuvikintie 5                                                                            | 1884                 | Karl August Wrede                                                | [ note 119 ] | [ 171 ] |
| Bâtiment de l’intendant de la Villa Furuvik                       |       | Furuvikintie 5                                                                            | 1886                 |                                                                  |              | [ 171 ] |
| Vironkatu 1                                                       |       | Kruununhaka Vironkatu 1 - Meritullinkatu 14 60° 10′ 20,99″ N, 24° 57′ 29,06″ E            | 1884                 | Konstantin Kiseleff                                              |              | [ 172 ] |
| Restaurant Pukki                                                  |       | Korkeasaari                                                                               | 1884                 | Theodor Höijer                                                   | [ note 120 ] | [ 173 ] |
| Annantalo                                                         |       | Kamppi Annankatu 30 - Kansakoulukatu 2 60° 10′ 04,08″ N, 24° 56′ 04,71″ E                 | 1885                 | Gustaf Nyström                                                   | [ note 121 ] | [ 174 ] |
| Ancien lycée suédois de filles                                    |       | Kamppi Bulevardi 18-20 60° 09′ 52,34″ N, 24° 56′ 18,34″ E                                 | 1885                 | Ludvig Isak Lindqvist                                            | [ note 122 ] | ,       |
| Hietalahdenkatu 4                                                 |       | kamppi Hietalahdenkatu 4 - Lönnrotinkatu 36 60° 09′ 45,5″ N, 24° 55′ 42,85″ E             | 1885                 | Theodor Höijer                                                   |              | ,       |
| Iso Roobertinkatu 3–5–7                                           |       | Punavuori 60° 09′ 50,09″ N, 24° 56′ 34,72″ E                                              | 1885                 | Konstantin Kiseleff Elia Heikel                                  |              | [ 179 ] |
| Iso Roobertinkatu 39                                              |       | 60° 09′ 42,88″ N, 24° 56′ 14,11″ E                                                        | 1885                 |                                                                  |              | [ 180 ] |
| Pohjoisranta 18                                                   |       | 60° 10′ 23,57″ N, 24° 57′ 39,16″ E                                                        | 1885                 | Albert Mellin                                                    | [ note 123 ] | [ 181 ] |
| Maison Standertskjöld                                             |       | Kruununhaka Pohjoisranta 4 60° 10′ 15,05″ N, 24° 57′ 34,66″ E                             | 1885                 | Theodor Höijer                                                   | [ note 124 ] | [ 182 ] |
| Kluuvikatu 5                                                      |       | Kluuvi Kluuvikatu 5 60° 10′ 09,54″ N, 24° 56′ 51,13″ E                                    | 1885                 | Theodor Höijer                                                   | [ note 125 ] | [ c 3 ] |
| Annankatu 5                                                       |       | Punavuori Annankatu 5 - Iso Roobertinkatu 11 60° 09′ 48,83″ N, 24° 56′ 30,74″ E           | 1886                 | Theodor Höijer Gustaf Nyström                                    |              | ,       |
| Annankatu 26                                                      |       | Kamppi Annankatu 26 - Eerikinkatu 8 60° 10′ 02,28″ N, 24° 56′ 09,96″ E                    | 1886                 | Frans Anatolius Sjöström                                         |              | [ 185 ] |
| Eerikinkatu 14                                                    |       | Kamppi 60° 10′ 00,49″ N, 24° 56′ 04,17″ E                                                 | 1886                 | Konstantin Kiseleff Elia Heikel                                  |              | ,       |
| Kalevankatu 17                                                    |       | Kamppi 60° 10′ 00,32″ N, 24° 56′ 09,46″ E                                                 | 1886                 | Frans Anatolius Sjöström                                         |              | [ 188 ] |
| Liisankatu 25                                                     |       | Kruununhaka                                                                               | 1886                 | Sebastian Gripenberg                                             |              | [ 189 ] |
| Merimiehenkatu 10                                                 |       | Punavuori                                                                                 | 1885–1886            | E. Sihvola                                                       |              | [ 41 ]  |
| Archives de guerre                                                |       | Kruununhaka Siltavuorenranta 16                                                           | 1886                 | August Boman                                                     |              | ,       |
| Ritarikatu 3b                                                     |       | Ritarikatu 3b / Mariankatu 8b                                                             | 1885–1886            | Albert Mellin                                                    | [ note 126 ] | [ 191 ] |
| Erottajankatu 15-17                                               |       | Erottajankatu 15-17 / Ludviginkatu 7                                                      | 1886                 | Saurén & Rancken                                                 |              | [ c 3 ] |
| Hallituskatu 5                                                    |       |                                                                                           | 1884–1887            | Gustaf Nyström                                                   | [ note 127 ] | ,       |
| Bulevardi 29                                                      |       | kamppi                                                                                    | 1887                 | Frans Anatolius Sjöström                                         |              | ,       |
| Ancienne école finnoise de filles d’Helsinki                      |       | Bulevardi 8 - Yrjönkatu 18                                                                | 1887                 | Sebastian Gripenberg                                             | [ note 128 ] | ,       |
| Iso Roobertinkatu 9                                               |       | Punavuori                                                                                 | 1887 ou 1884         | Konstantin Kiseleff Elia Heikel                                  | [ note 129 ] | ,       |
| Bernhardinkatu 1                                                  |       | Kaartinkaupunki                                                                           | 1887                 | Sebastian Gripenberg                                             |              | [ 198 ] |
| Ateneum                                                           |       | Kaivokatu 2 - 4                                                                           | 1887                 | Theodor Höijer                                                   | [ note 130 ] | [ c 3 ] |
| Mannerheimintie 12                                                |       | Kamppi Mannerheimintie 12 - Kalevankatu 2                                                 | 1887                 | Konstantin Kiseleff & Elia Heikel                                |              | [ 199 ] |
| Uudenmaankatu 8-10                                                |       |                                                                                           | 1887                 | Gustaf Hall                                                      |              | [ 41 ]  |
| Passage Wrede                                                     |       | 35, Pohjoisesplanadi 2, rue Mikonkatu                                                     | 1888                 | Karl August Wrede                                                | [ note 131 ] | [ c 3 ] |
| Vieille halle du marché d'Helsinki                                |       | Eteläranta 60° 09′ 58,2″ N, 24° 57′ 09,83″ E                                              | 1888                 | Gustaf Nyström                                                   | [ note 132 ] | [ c 3 ] |
| Liisankatu 19                                                     |       | Kruununhaka                                                                               | 1888                 | Konstantin Kiseleff                                              | .            | ,       |
| Meritullinkatu 22                                                 |       | Kruununhaka                                                                               | 1888                 | Albert Mellin                                                    |              | [ 202 ] |
| Immeuble Ohrana                                                   |       | Ullanlinna Punanotkonkatu 4 - Korkeavuorenkatu 21                                         | 1888                 | Axel Högberg                                                     |              | [ 203 ] |
| Quartier général de la Suojelupoliisi                             |       | Punavuori Ratakatu 12 - Fredrikinkatu 21                                                  | 1888                 | E. Sihvola                                                       |              | [ 204 ] |
| Albertinkatu 33                                                   |       | Kamppi Albertinkatu 33 - Kalevankatu 35                                                   | 1888                 | Nils Salin                                                       |              | [ 205 ] |
| Bulevardi 6                                                       |       | Kamppi Bulevardi 6 - Yrjönkatu 7                                                          | 1888                 | Theodor Granstedt                                                |              | [ 206 ] |
| Liisankatu 20                                                     |       | Kruununhaka                                                                               | 1888                 | Georg Wallenius                                                  |              | [ 207 ] |
| Merimiehenkatu 13                                                 |       | Punavuori Fredrikinkatu 21 - Merimiehenkatu 13                                            | 1888                 | E. Sihvola                                                       | [ note 133 ] | [ 41 ]  |
| Merimiehenkatu 14                                                 |       | Punavuori                                                                                 | 1888                 | Konstantin Kiseleff Elia Heikel                                  | [ note 134 ] | [ 41 ]  |
| Vuorikatu 4                                                       |       | Kluuvi Vuorikatu 4                                                                        | 1888                 | J. F. Pihlgren                                                   |              | [ c 3 ] |
| Villa Blom (Villa 14 du Parc Eläintarha)                          |       | Eläintarhantie 14                                                                         | 1889                 |                                                                  | [ note 135 ] | [ 208 ] |
| Jääkärinkatu 6b                                                   |       | Ullanlinna                                                                                | 1889-1890            | Elia Heikel Selim A. Lindqvist                                   | [ note 136 ] | [ 41 ]  |
| Annankatu 13                                                      |       | Kamppi Annankatu 13–Uudenmaankatu 15                                                      | 1889                 | Konstantin Kiseleff Elia Heikel                                  |              | [ 209 ] |
| Kalevankatu 19                                                    |       | Kamppi                                                                                    | 1889                 | C.R. Cederberg Karl August Tavastjerna                           |              | ,       |
| Siltavuorenpenger 6                                               |       | Kruununhaka Siltavuorenpenger 6 - Snellmaninkatu 29                                       | 1889                 | J. Westerlund                                                    |              | [ 212 ] |
| Snellmaninkatu 29                                                 |       | Kruununhaka Snellmaninkatu 29 - Oikokatu 2                                                | 1889                 | J. Westerlund                                                    |              | [ 213 ] |
| Ratakatu 1c-3                                                     |       | Punavuori                                                                                 | 1889                 | Selim A. Lindqvist Elia Heikel                                   |              | [ 214 ] |
| Villa 9 du Parc Eläintarha                                        |       | Linnunlauluntie 4                                                                         | 1889                 | J. Westerlund                                                    | [ note 137 ] | [ 115 ] |
| Villa Kivi (Villa 10 du Parc Eläintarha)                          |       | Linnunlauluntie 7                                                                         | 1889                 | Selim A. Lindqvist                                               |              | [ 115 ] |
| Salle des palmiers du Jardin botanique de l'Université d’Helsinki |       | Unioninkatu 44                                                                            | 1889                 | Gustaf Nyström                                                   | [ note 138 ] | [ 215 ] |
| Dépendance du manoir de Kumpula                                   |       |                                                                                           | XIXe siècle          |                                                                  | [ note 139 ] | [ 76 ]  |
| Bâtiment principal du manoir de Kumpula                           |       |                                                                                           | 1841                 |                                                                  |              | [ 76 ]  |
| Écurie en bois du manoir de Latokartano                           |       | Viikki                                                                                    | XIXe siècle          |                                                                  |              | [ 17 ]  |
| Laiterie de la grange du manoir de Viikki                         |       | cours du mamoir de latokartano à Viikki.                                                  | XIXe siècle          |                                                                  | [ note 140 ] | [ 17 ]  |
| La maison bleue                                                   |       | Suomenlinna B 39 60° 08′ 38,76″ N, 24° 59′ 05,39″ E                                       | 1882                 |                                                                  | [ note 141 ] | [ 216 ] |

### Bâtiments militaires
| Bâtiment                           | Image | Lieu                                                    | Construction           | Architecte               | Informations | sources |
| ---------------------------------- | ----- | ------------------------------------------------------- | ---------------------- | ------------------------ | ------------ | ------- |
| Forteresse de Suomenlinna          |       | Suomenlinna                                             | 1748-1783              |                          | [ note 142 ] |         |
| Bastion Liewen                     |       | Särkkä 60° 09′ 00,02″ N, 24° 58′ 00,48″ E               | 1749-1751 et 1774–1790 |                          | [ note 143 ] | ,       |
| Caserne maritime d’Helsinki        |       | 20, rue Laivastokatu 60° 10′ 05,18″ N, 24° 58′ 19,66″ E | 1816-1820              | Carl Ludvig Engel        | [ note 144 ] | [ 218 ] |
| Lazaret de la Garde                |       | Lönnrotinkatu 37                                        | 1827                   | Carl Ludvig Engel        | [ note 145 ] | ,       |
| Boulangerie du Lazaret de la Garde |       | Kamppi Lönnrotinkatu 37 / Hietalahdenkatu 1             | 1835                   | Carl Ludvig Engel        | [ note 146 ] | [ 222 ] |
| Ancien hôpital de garnison         |       | Merikasarminkatu                                        | 1838                   | Anders Fredrik Granstedt | [ note 147 ] | [ c 3 ] |
| Dépendance de la caserne de Turku  |       | Simonkatu 3                                             | années 1830            |                          | [ note 148 ] | [ 223 ] |

## Bâtiments détruits
| Bâtiment                               | Image | Lieu                                               | Construction | Architecte | Informations | sources |
| -------------------------------------- | ----- | -------------------------------------------------- | ------------ | ---------- | --- | ------- |
| Ruines de l'église de la vieille ville |       | Vanhakaupunki                                      | 1553         |            | La première église d'Helsinki est construite en 1553 à l'endroit qui s'appelle encore Vieille Ville (en finnois : Vanhakaupunki). L'église en bois est utilisée jusqu'aux années 1640, puis elle sert d'hôpital municipal jusqu'aux années 1670 quand un incendie la rend inutilisable. | [ 224 ] |
| Ruines de la maison Burgman            |       | Croisement des rues Aleksanterinkatu et Ritarikatu | années 1690  |            | La maison est détruite en 1808 durant la Guerre de Finlande et il n'en reste que des ruines souterraines | [ 225 ] |

## Bâtiments reconstruits
| Bâtiment      | Image | Lieu                                 | Construction | Architecte                         | Informations                                                    | sources |
| ------------- | ----- | ------------------------------------ | ------------ | ---------------------------------- | --------------------------------------------------------------- | ------- |
| Maison Aschan |       | Unioninkatu 23 - Pohjoisesplanadi 17 | 1833 et 1971 | Gabriel Andstén & Aarno Ruusuvuori | Construite pour Carl Aschan en 1833. Reconstruite en 1968-1971. | [ 8 ]   |